# Woon Young Chun
Woon Young Chun (kinesiska: 陈焕镛, pinyin: Chen Huanyong), född 22 juli 1890 i Hongkong, död 18 januari 1971 i Shanghai, var en kinesisk botaniker, taxonom och ledamot av den första Nationella folkkongressen.
Chun grundade 1929 det som senare skulle bli South China National Botanical Garden, för vilken han var föreståndare till sin död 1971.
Auktorsnamnet Chun kan användas för Woon Young Chun i samband med ett vetenskapligt namn inom botaniken; se Wikipediaartiklar som länkar till auktorsnamnet.